# Rivière Ouiatchouan
Ne doit pas être confondu avec Rivière Ouiatchouaniche ou Rivière Ouananiche.
Pour l’article homonyme, voir Ouiatchouane.
La rivière Ouiatchouan (anciennement Ouiatchouane) est un affluent du lac Saint-Jean, coulant dans les municipalités de Lac-Bouchette, de Saint-François-de-Sales et de Chambord, dans la municipalité régionale de comté de Le Domaine-du-Roy, dans la région administrative du Saguenay–Lac-Saint-Jean, de la province de Québec, au Canada.
Hormis la zone inférieure, la sylviculture s'avère l'activité économique principale de cette vallée.
La surface de la rivière Ouiatchouan est habituellement gelée du début de décembre à la fin mars, sauf les zones de rapides; toutefois la circulation sécuritaire sur la glace se fait généralement de la mi-décembre à la mi-mars.

## Géographie

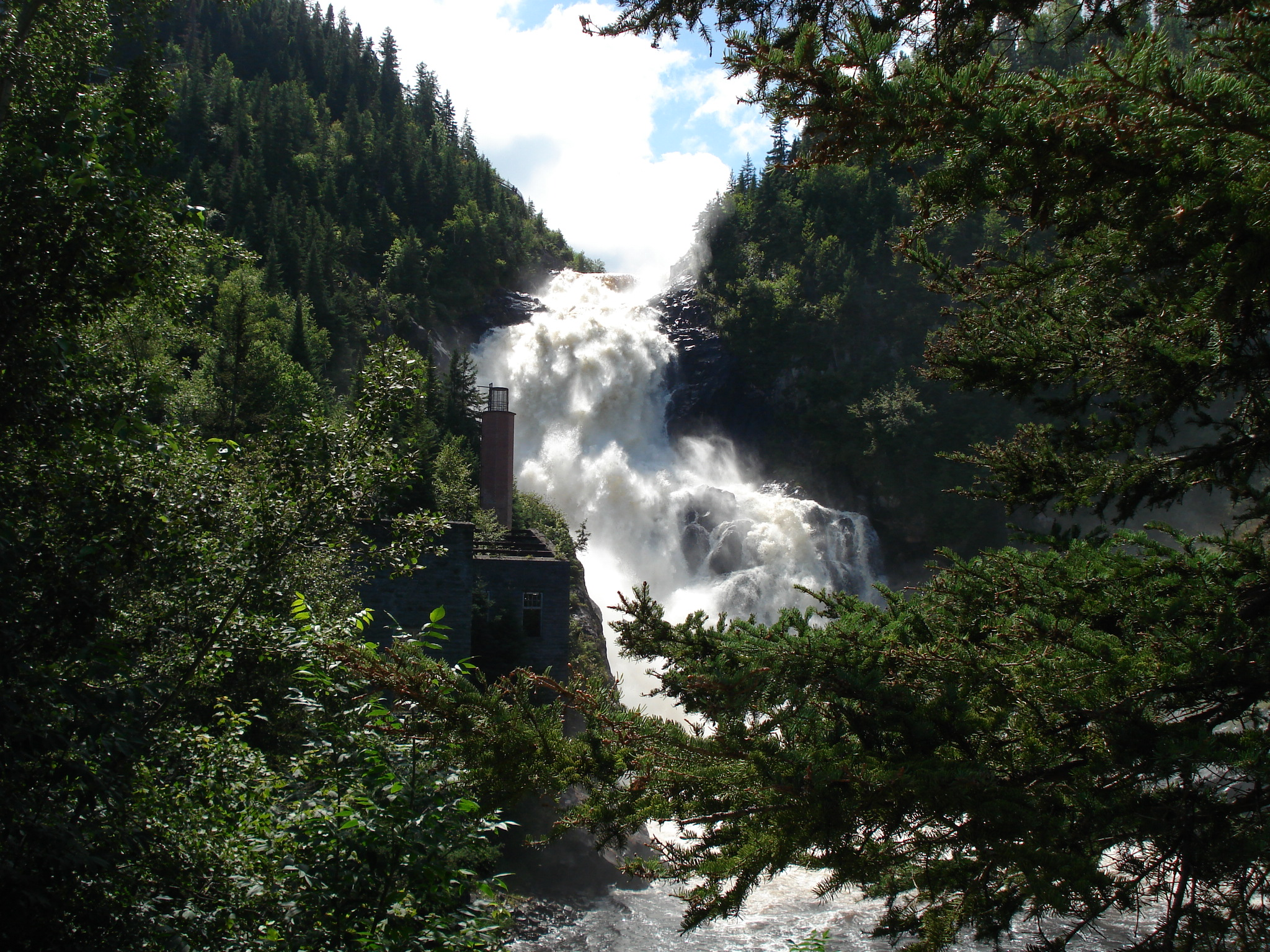
Chute Ouiatchouan à Val-Jalbert.

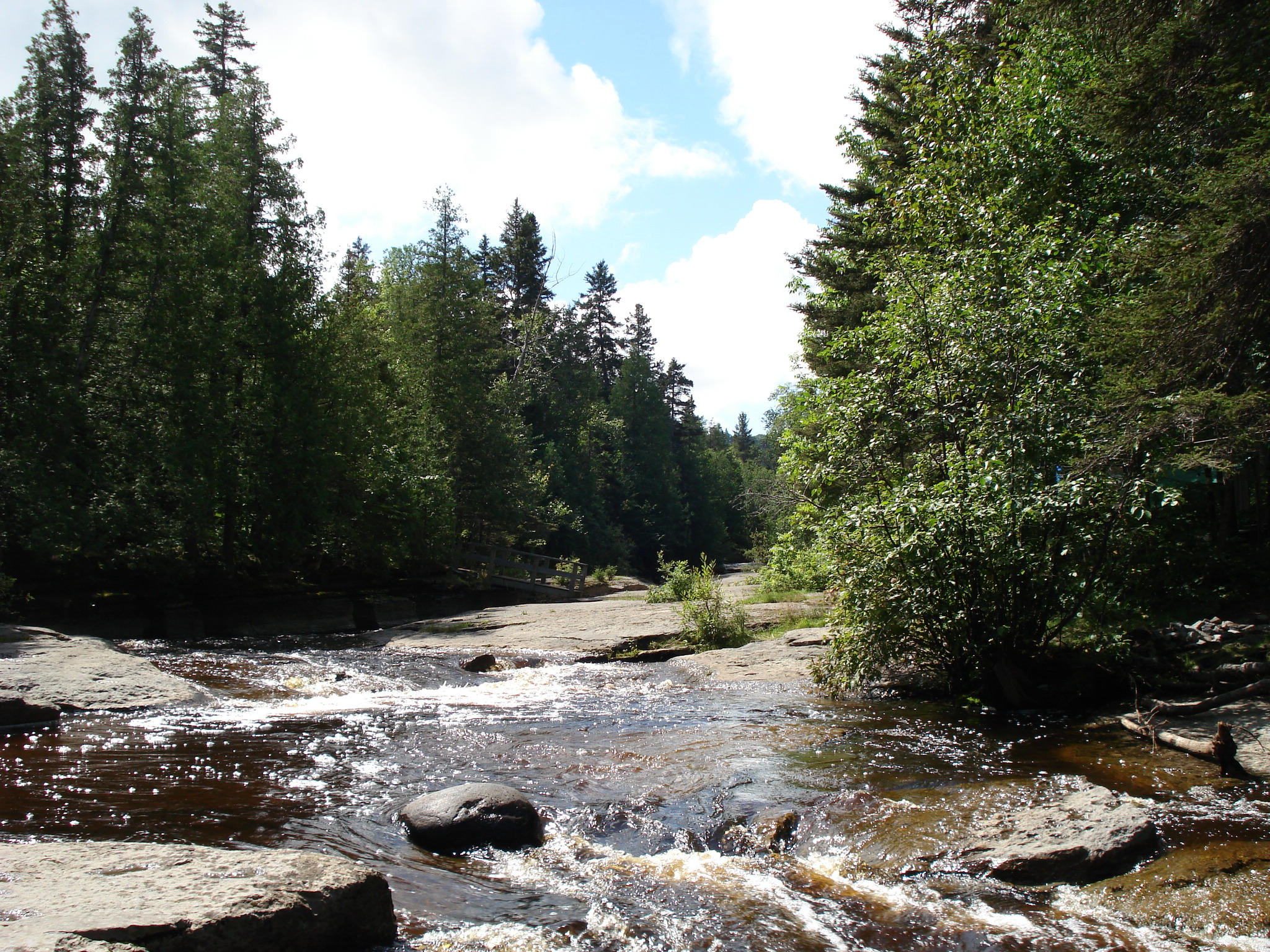
Rivière Ouiatchouan à Val-Jalbert.

Coulant vers le Nord, cette rivière d'environ 25 kilomètres prend sa source dans le lac Ouiatchouan, le lac Bouchette et le lac des Commissaires. La rivière Ouiatchouan reçoit ses eaux directement du lac des Commissaires, lequel se déverse dans le Lac Bouchette. Ce dernier lac se déverse via un petit chenal dans le lac Ouiatchouan.
L'embouchure du lac Ouiatchouan se déverse par le nord-ouest au fond d'une baie (profonde de 0,7 km) dans la rivière Ouiatchouan, dans le rang VI, du Canton Dublon, du Lac-Bouchette; puis cette rivière traverse le rang IV en coulant vers le nord. Puis, la rivière traverse les rang III, II et I du Canton de Dablon de la municipalité de Saint-François-de-Sales; dans le rang I, elle reçoit du côté ouest les eaux du ruisseau Martin. 
La rivière poursuit son cours vers le nord dans le Canton de Charlevoix où elle reçoit du côté est les eaux de la Petite Rivière de la Savane. Cette dernière coule dans les rang II et I du canton Dablon ; son embouchure croise la rivière Ouiatchane dans le rang VII du canton de Charlevoix. Un peu plus loin, la rivière Ouiatchane reçoit du côté ouest les eaux de la Petite rivière Ballantyne au rang VI, où la rivière bifurque vers l'Est. Les eaux traversent alors plusieurs rapides du rang VI: rapides de l'îlot, rapides Ballantyne et rapides du Diable. Dans Chambord, la rivière traverse les rangs V, IV, III, II et I; les eaux traversent alors plusieurs obstacles: rapide du pin (rang IV), Grands Rapides (rang II) et la Chute Ouiatchouan (rang II à Val Jalbert). Au terme de son parcours, la rivière engendre des chutes majestueuses au village patrimonial de Val Jalbert, puis les eaux se jettent dans une anse au sud du lac Saint-Jean.
La rivière Ouiatchouan coule sur 28 km vers le nord pour atteindre le Lac Saint-Jean, à 6,5 km au nord-ouest de l'intersection de la route 155 (Québec) et de la route 169 (Québec). La rivière Ouiatchouan coule surtout en milieu boisé, sauf les deux derniers kilomètres de son parcours qui sont de nature agricole.

## Projet de harnachement
Au début des années 2010, la rivière Ouiatchouan est l'objet d'un projet de harnachement. Ce projet de mise en valeur hydroélectrique suscite un débat entre des promoteurs de l'ouvrage et des partisans de la « protection » de la rivière,,.

## Toponymie
Le nom de la rivière, d'origine innue, signifierait « courant où l'eau tourne, tourbillonne ». 
Le toponyme « Rivière Ouiatchouan » a été officialisé le 5 décembre 1968 à la Banque des noms de lieux de la Commission de toponymie du Québec, soit à la création de cette commission.